# الإبن المتجول
الابن المتجول (باليابانية: 放浪息子، بالروماجي: Hōrō Musuko) (بالإنجليزية: Wandering Son)‏
هي سلسلة مانغا يابانية من تأليف ورسم تاكاو شيمورا، نشرت من قبل إينتربرين في مجلة كوميك ديم ‏، في ديسمبر عام 2002 حتى أغسطس عام 2013، وتم تجميع فصول المانغا في 15 مجلد تانكوبون، نشرت في يوليو عام 2003 حتى أغسطس عام 2013. أنتجت إلى أنمي تلفزيوني من قبل استوديو شركة أنمي إنترنشنل، عرض الأنمي في 13 يناير عام 2011 واستمر عرضه حتى 31 مارس عام 2011، وتكون من 12 حلقة.

## القصة
تدور أحداث القصة عن شويتشي نيتوري، هو فتى صغير يريد أن يصبح فتاة، يوشينو تاكاتسوكي هي فتاة تريد أن تصبح فتى.

## الشخصيات

### الشخصيات الرئيسية
شويتشي نيتوري (باليابانية: 二鳥 修一، بالروماجي: Nitori Shūichi)
مؤدي الصوت: كوسوكي هاتاكياما
يوشينو تاكاتسوكي (باليابانية: 高槻 よしの، بالروماجي: Takatsuki Yoshino)
مؤدية الصوت: أسامي سيتو

### الطلاب
ساوري تشيبا (باليابانية: 千葉 さおり، بالروماجي: Chiba Saori)
مؤدية الصوت: يوكا نانري
كاناكو ساسا (باليابانية: 佐々 かなこ، بالروماجي: Sasa Kanako)
مؤدية الصوت: يوشينو نانجو
ماكوتو أريغا (باليابانية: 有賀 誠، بالروماجي: Ariga Makoto)
مؤدي الصوت: يويتشي إيغوتشي
تشيزورو ساراشينا (باليابانية: 更科 千鶴، بالروماجي: Sarashina Chizuru)
مؤدية الصوت: سايكو تشيبا
موموكو شيراي (باليابانية: 白井 桃子، بالروماجي: Shirai Momoko)
مؤدية الصوت: أكي تويوساكي

### شخصيات أخرى
ماهو نيتوري (باليابانية: 二鳥 真穂، بالروماجي: Nitori Maho)
مؤدية الصوت: نانا ميزوكي
ريكو سيا (باليابانية: 瀬谷 理久، بالروماجي: Seya Riku)
مؤدي الصوت: يوشيتسوغو ماتسوؤكا
آنا سويهيرو (باليابانية: 末広 安那، بالروماجي: Suehiro Anna)
مؤدية الصوت: يوي هوريه
يوكي (باليابانية: ユキ، بالروماجي: Yuki)
مؤدية الصوت: تاكاكو هوندا
شينا (باليابانية: 椎名، بالروماجي: Shiina)
مؤدي الصوت: كيجي فوجيوارا
فوميا نيموميا (باليابانية: 二宮 文弥، بالروماجي: Ninomiya Fumiya)
مؤدي الصوت: كاورو ميزوهارا
شينبي دوي (باليابانية: 土居伸平، بالروماجي: Doi Shinpei)
مؤدي الصوت: هيرويوكي يوشينو
مايكو (باليابانية: 麻衣子، بالروماجي: Maiko)
مؤدية الصوت: آي تاكابي

## وصلات خارجية
- موقع الأنمي الرسمي باللغة اليابانية
- الإبن المتجول على موقع ANN manga (الإنجليزية)